# SC Olymp Berlin
Der SC Olymp Berlin war ein Fußballverein aus Berlin.

## Geschichte
Der Verein wurde am 9. Juni 1900 gegründet und gehörte vom 22. März 1904 bis zum 9. September 1905 dem Fußball- und Athletik-Bund Berlin an. Mit Auflösung des Bundes trat er dem Märkischen Fußball-Bund bei. Am Saisonende 1905/06 stieg der Verein als Zweitplatzierter und Liganeuling aus der 2. Klasse in die 1. Klasse auf, aus der er jedoch nach nur einer Saison 1907 wieder abstieg. Bis 1910 spielte der Verein in der 2. Klasse. Mit Auflösung des Märkischen Fußball-Bundes zum Ende der Saison 1910/11 und dem geschlossenen Bei-/Übertritt zum Verband Berliner Ballspielvereine, der wiederum mit dem Verband Berliner Athletik-Vereine in den Verband Brandenburgischer Ballspielvereine aufging, wurde der Verein der Bezirksklasse zugeordnet. Als Meister aus dieser Spielklasse hervorgegangen, stieg der Verein in die 2. Klasse auf.
Der andauernde Erste Weltkrieg forderte seinen Tribut, sodass der Verein – der im Jahr 1915 lediglich vier Mitglieder verzeichnete, – mit dem BV Treptow-Süd die Kriegsspielgemeinschaft Treptower Sportvereinigung 1900 bildete, die bereits im Jahr 1919 aufgelöst wurde. Mit der Neueinteilung des VBB gehörte der SC Olymp  der 1. Klasse des Ostkreises an. Mit nur einem Punkt Abstand auf den NFC Südstern belegte der Verein den zweiten Platz im Klassement, wie auch am Saisonende 1920/21 als der Verein sich hinter dem Adlershofer BC einreihte, der die regionale Meisterschaft am „grünen Tisch“ gewann. Die Saison 1921/22 schloss der Verein erneut als Zweiter ab – diesmal hinter dem NFC Fortuna 1895. Die abermals errungenen zweiten Plätze 1923/24 und 1924/25 hinter dem FSV Hansa 07 und dem Polizei-Sport-Verein führten zur Bezeichnung „ewiger Zweiter“.
Zur Spielzeit 1934/35 gelang der Aufstieg in die zweitklassige Fußball-Bezirksklasse Berlin-Potsdam, aus der der Verein postwendend wieder abstieg. In der Saison 1936/37 spielte der SC Olymp Berlin in der Abteilung Osten C der II. Kreisklasse Berlin und war in Berlin-Baumschulenweg beheimatet.
Am 1. Oktober 1944 fand das letzte Spiel vor Kriegsende gegen die Kriegsspielgemeinschaft Lichtenberger Ballspiel Club 09/SC Empor Lichtenberg statt. Über das weitere Schicksal des Vereins ist nichts bekannt.